# Cerro Central (México)
Cerro Central es una localidad situada en el municipio de San José Tenango  (en el Estado de Oaxaca). Es una de las 23 principales localidades del municipio. Tiene una población cerca de 425 habitantes. Cerro Central está a 602 metros de altitud.

### Costumbres y Tradiciones

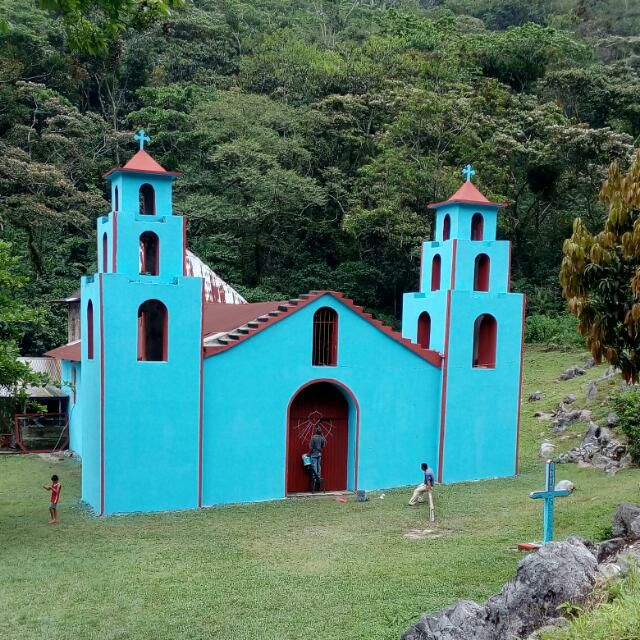
Iglesia Católica de Cerro Central en vísperas de la Fiesta Patronal de San Marcos Apóstol, 22 de abril de 2017

## Paisajes

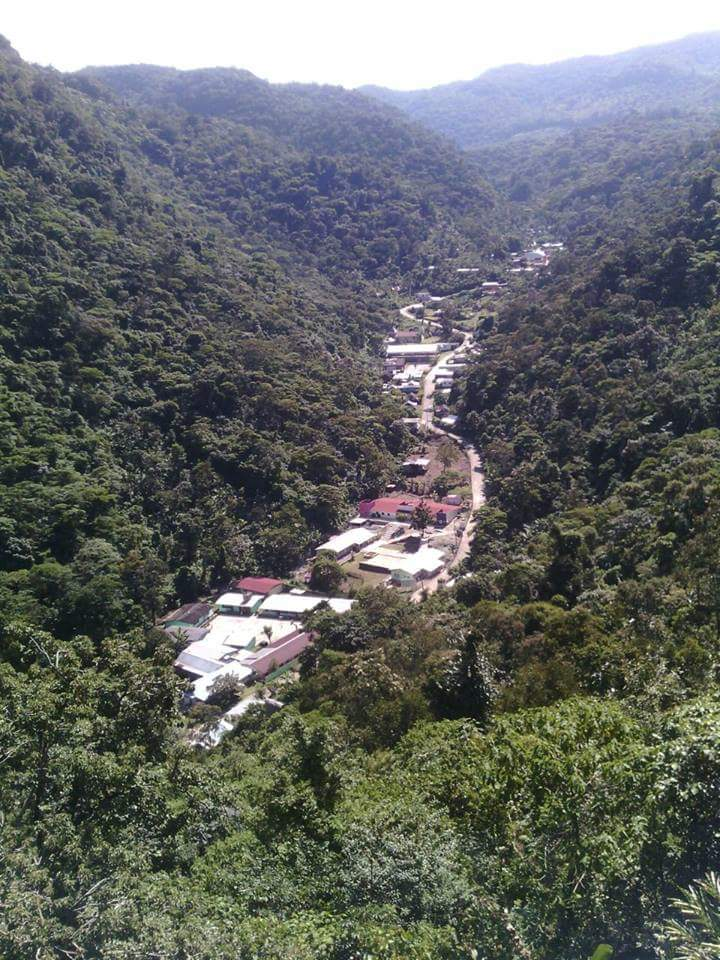
Localidad de Cerro Central desde el aire

Cerro Central está caracterizado por sus hermosos paisajes de Flora y Fauna,  gracias a su ubicación geográfica dentro de la Sierra Madre del Sur de México.
La localidad se encuentra rodeada de cerros, las cuales tienen una altitud de aproximadamente entre 500 a 600 m s. n. m. y eso hace que el clima se mantenga a una temperatura agradable durante todo el resto del año.

## Escuelas

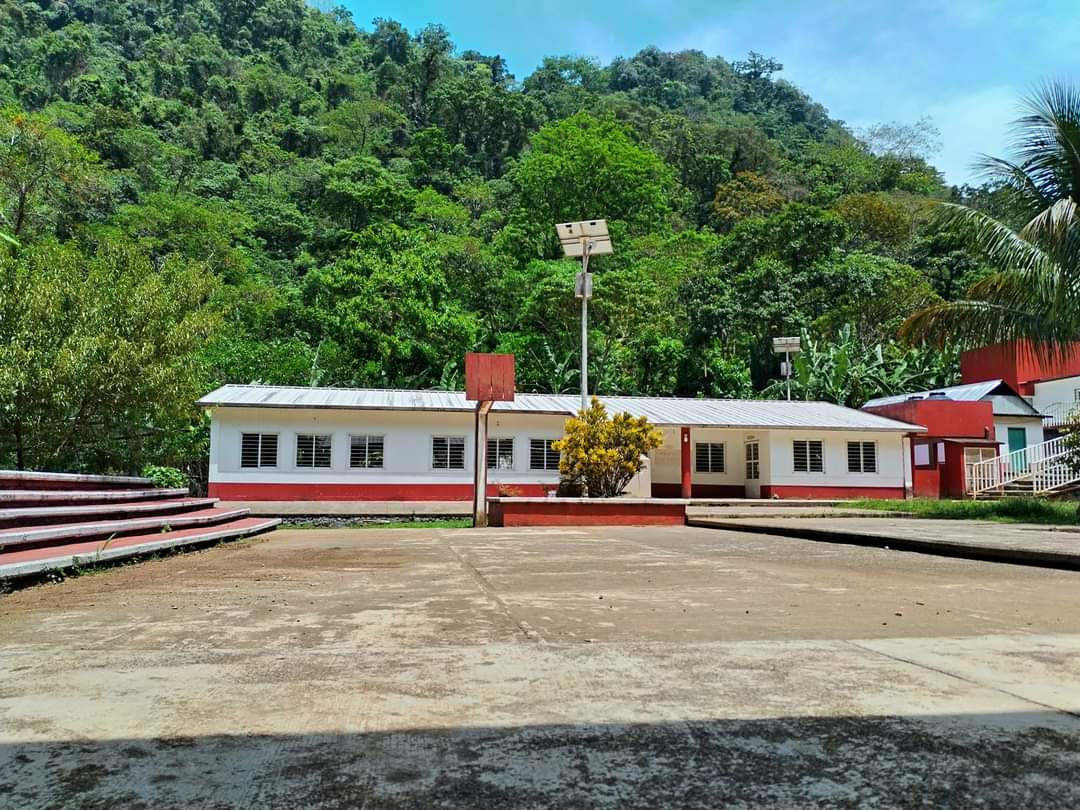

Cerro central cuenta con escuelas de nivel básico, preescolar, primaria y secundaria. al igual cuenta con un albergue donado por la fundación Coca-Cola

## Caminos

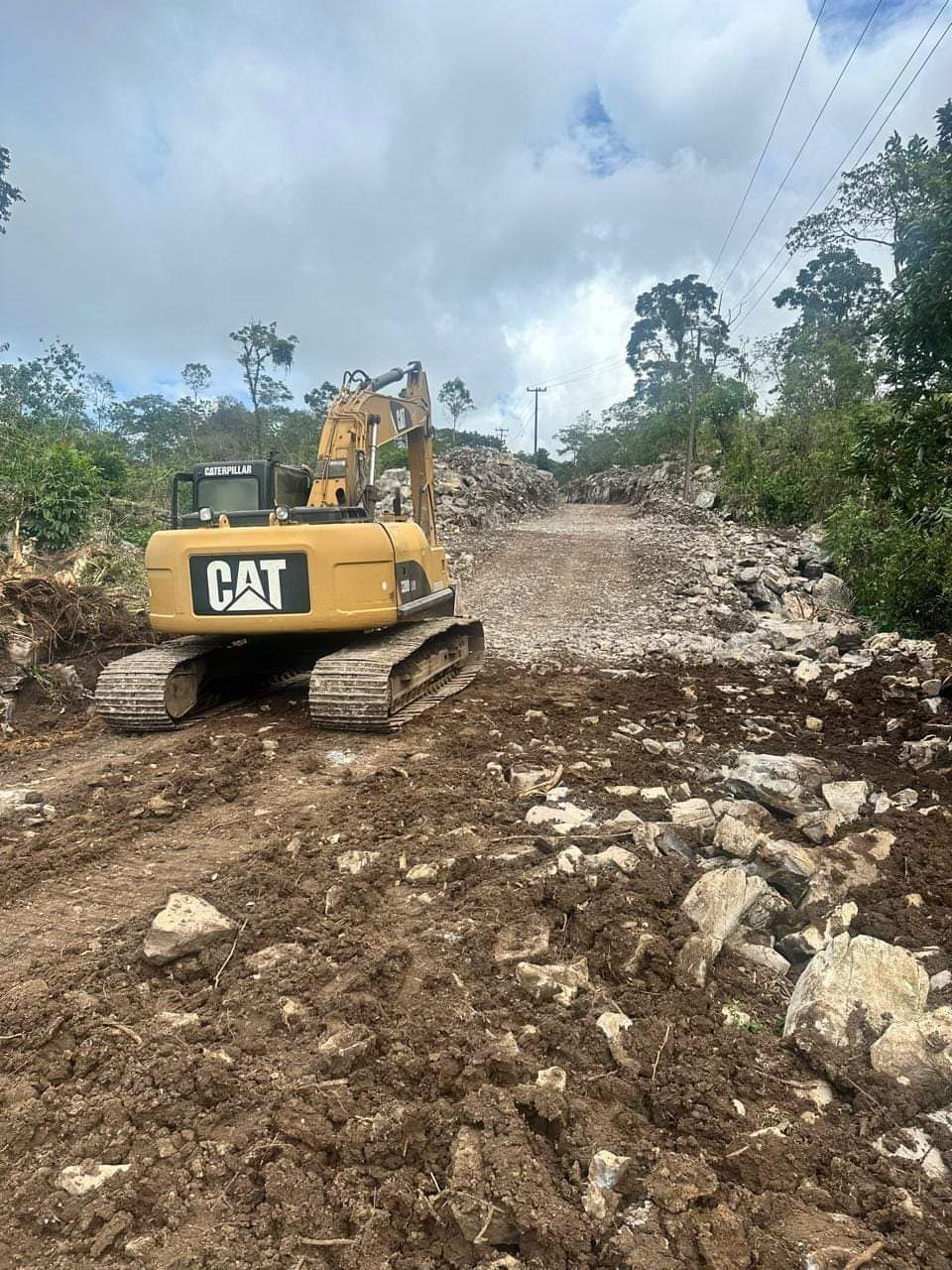
Apertura de camino, Rancho Pineda.

## Población

### Según elINEGI
En la localidad hay 192 hombres y 233 mujeres. El ratio mujeres/hombres es de 1,214, y el índice de fecundidad es de 3,24 hijos por mujer. Del total de la población, el 4,47% proviene de fuera del Estado de Oaxaca. El 22,82% de la población es analfabeta (el 17,19% de los hombres y el 27,47% de las mujeres). El grado de escolaridad es del 4.69 (5.83 en hombres y 3.78 en mujeres).
El 99,29% de la población es indígena, y el 85,41% de los habitantes habla una Lengua indígena. El 21,18% de la población habla una lengua indígena y no habla español.
El 21,88% de la población mayor de 12 años está ocupada laboralmente (el 39,06% de los hombres y el 7,73% de las mujeres).
En Cerro Central hay 119 viviendas. De ellas, el 74,00% cuentan con electricidad, el 0 % tienen agua entubada, el 95 % tiene excusado o sanitario, el 48 % radio, el 41 % television, el 22 % refrigerador, el 3 % lavadora, el 6 % automóvil, el 2 % una computadora personal, el 6 % teléfono fijo, el 1 % teléfono celular, y el 0 % Internet.
1. ↑  Instituto Nacional de Estadística y Geografía (2010). «Principales resultados por localidad 2010 (ITER)».